# FLNC-Canal Històric
FLNC-Canal Històric fou un moviment polític nacionalista cors, que va emprendre el camí de la lluita armada clandestina. Fou fundat el 1990-1991 per elements radicals del FLNC. El seu aliat polític és A Cuncolta Naziunalista.
Els anys 1990 foren força violents degut a la lluita fratricida que mantingueren amb el FLNC-Canal Habitual.
El 1998, la radicalització d'A Cuncolta Naziunalista en A Cuncolta Independentista, provocà l'escissió de François Santoni qui creà Presenza Naziunale. Santoni fou alhora el fundador del grup armat Armata Corsa que aparegué el 1999.
EL FLNC-Canal Històric anuncià el 23 de desembre de 1999 una fusió amb el FLNC del 5 de maig, Fronte Ribellu i el grup Clandestinu per tal de refundar el FLNC i declarar una treva.